# (204816) Andreacamilleri
(204816) Andreacamilleri est un astéroïde de la ceinture principale.

## Description
(204816) Andreacamilleri est un astéroïde de la ceinture principale. Il fut découvert le 16 juillet 2007 à Vallemare Borbona par Vincenzo Silvano Casulli. Il présente une orbite caractérisée par un demi-grand axe de 2,80 UA, une excentricité de 0,14 et une inclinaison de 8,5° par rapport à l'écliptique.
Il est nommé d'après l'écrivain sicilien Andrea Camilleri.